# Vasily Ivanovich Lebedev-Kumach
Vasily Ivanovich Lebedev-Kumach (tiếng Nga: Васи́лий Ива́нович Ле́бедев-Кума́ч) (5 tháng 8 năm 1898 – 20 tháng 2 năm 1949) – nhà thơ Nga Xô Viết, tác giả lời của nhiều bài hát nổi tiếng thời Liên Xô như: Đất quê ta mênh mông (Широка страна моя родная), Cuộc chiến tranh thần thánh (Священная война), Cơn gió hát (Веселый ветер).

## Tiểu sử
Vasily Lebedev-Kumach sinh ở Moskva trong gia đình một thợ đóng giày. Làm thơ từ năm 13 tuổi, bắt đầu in thơ từ năm 1916. Những năm 1919 – 1922 vừa học tại khoa Lịch sử - ngôn ngữ Đại học Quốc gia Moskva và làm ở phòng tuyên huấn của quân đội, cộng tác viên của các tờ báo Беднота, Гудок, Рабочая газета, Крестьянская газета, Красноармеец và tạp chí Крокодил.
Từ năm 1929 Lebedev-Kumach tham gia viết phê bình sân khấu và lập một số nhóm văn nghệ nghiệp dư của công nhân. Năm 1934 cùng với nhạc sĩ Isaak Dunaevsky viết bài hát Марш веселых ребят cho bộ phim Веселые ребята và trở thành nhà thơ nổi tiếng viết lời bái hát. Thời kỳ Chiến tranh Vệ quốc ông làm cán bộ chính trị trong quân chủng hải quân, cộng tác với báo Красный флот. Thời kỳ này ông viết nhiều bài thơ được phổ nhạc thành những bài hát động viên toàn dân đánh giặc và ca ngợi lòng dũng cảm của các chiến sĩ ngoài mặt trận như В бой за Родину!, Будем драться до победы, Вперед к победе!, Комсомольцы-моряки.
Đặc biệt bài thơ – bài hát 'Cuộc chiến tranh thần thánh' (Священная война) trở thành một kiểu «Bài ca chính thức" về chiến tranh bảo vệ Tổ quốc. Bài thơ này được Lebedev-Kumach viết hai ngày sau khi phát xít Đức tấn công Liên Xô, ngay lập tức được nhạc sĩ Alexander Vasilyevich Alexandrov phổ nhạc và được các nhạc công, ca sĩ biểu diễn 5 lần ngay trong ngày hôm đó. Thập niên 1990 Lebedev-Kumach bị kiện về chuyện đạo văn liên quan đến phần lời của bài hát này nhưng cuối cùng tòa xử cho ông thắng kiện trong vụ án này.
Lebedev-Kumach được tặng Giải thưởng Stalin (Giải thưởng Nhà nước Liên Xô) và nhiều huân, huy chương của nhà nước Liên Xô. Ông mất ở Moskva.

## Tác phẩm
- Развод, 1925 г.
- Чаинки в блюдце, 1925 г.
- Со всех волостей, 1926 г.
- Печальные улыбки, 1927 г.
- Людишки и делишки, 1927 г.
- Книга песен, 1938
- Моим избирателям, 1938
- Газетные стихи 1938 г. (1939),
- Песни, 1939; 1947
- Колючие стихи, 1945
- Стихи для эстрады, 1948
- Петина лавка, 1927
- Про умных зверюшек, 1939
- Под красной звездой, 1941

## Một số bài thơ
| Thật vui sống trên trần Có thật nhiều những cô gái xinh tươi Có thật nhiều những cái tên trìu mến! Nhưng chỉ một lấy đi yên lặng Ngủ không yên, lo lắng bồi hồi Khi bạn yêu rồi. Tình yêu đến bất thình lình, đột ngột Khi bạn không hề chờ đợi tình yêu Và ngay lập tức cứ mỗi buổi chiều Bạn trở thành người vô cùng kinh ngạc Và bạn hát: - Con tim ơi, mi không muốn lặng yên! Con tim ơi, thật vui sống trên trần! Thật là vui khi con tim như thế! Biết yêu như vầy, xin cám ơn tim! Những lời giản dị Tình yêu và sự dịu dàng Như đàn chim bay về vui sướng Hãy nhớ, khi người ta hỏi: "Anh của em?" Và nói rằng: "Em của anh!" với bạn. Những lời giản dị Những lời buồn cười Ở khắp nơi và muôn đời vẫn thế Nhưng khi tình lên ngôi Thì tất cả rồi đều lại sẽ Như lá mùa xuân, thật thắm tươi! Thật dễ chịu buông bàn tay yêu mến Anh cất bước đi làm Khi ở nhà vẫn còn người bạn Và sẽ thì thầm cùng anh. Những lời giản dị Những lời buồn cười Ở khắp nơi và muôn đời vẫn thế Nhưng khi tình lên ngôi Thì tất cả rồi đều lại sẽ Như lá mùa xuân, thật thắm tươi! Dù lúc này đang đau khổ Dù vẫn có những giận hờn Nhưng giờ khắc khó chịu đi nhanh Và những bờ môi yêu thương sẽ có. Những lời giản dị Những lời buồn cười Ở khắp nơi và muôn đời vẫn thế Nhưng khi tình lên ngôi Thì tất cả rồi đều lại sẽ Như lá mùa xuân, thật thắm tươi! Một khi hãy còn mùa xuân Và con tim hãy chưa ngừng đạp Một khi còn mặt trời, Mặt Trăng Thì chúng sẽ vang lên như tiếng nhạc. Những lời giản dị Những lời buồn cười Ở khắp nơi và muôn đời vẫn thế Nhưng khi tình lên ngôi Thì tất cả rồi đều lại sẽ Như lá mùa xuân, thật thắm tươi! Hãy gìn giữ tình yêu Nếu nụ cười âu yếm đã không còn Và bờ mi mảnh mai chau lại Và nếu như người bạn đã quay lưng Thì nghĩa là đã đến thời gian Và tình sẽ ra đi mãi mãi. Hãy đuổi theo tình Hãy níu lấy tình Hãy giữ gìn, bênh vực Không thì hạnh phúc sẽ quay lưng Và sẽ nói với bạn rằng: "Vĩnh biệt!" Nếu cái miệng xinh không nở nụ cười Và đôi má đã không còn đỏ lại Nếu con tim yêu thương không sục sôi Thì nghĩa là niềm vui sẽ chia tay Và tình sẽ ra đi mãi mãi. Hãy đuổi theo tình Hãy níu lấy tình Hãy giữ gìn, bênh vực Không thì hạnh phúc sẽ quay lưng Và sẽ nói với bạn rằng: "Vĩnh biệt!" Bạn thân yêu Bạn thân yêu, xin bạn đừng hốt hoảng Bởi hôm nay bạn nhìn thấy tôi buồn Vì mặt trời không muôn đời tỏa sáng Vì lúc này đang có bóng mây đen. Nếu trong cơn nóng không có mưa dông Và cỏ hoa không nở trên đồng cỏ Vẫn biết nước mắt làm nhẹ nỗi buồn Nhưng tuôn nước mắt thì tôi không thể. Tôi không thể, không phải loài như vậy Chỉ một lần tôi để nước mắt tuôn Đấy là một lần, khi trong trận chiến Khi những bạn bè đồng đội tôi chôn. Còn bây giờ đừng sợ, người anh em Nỗi buồn tôi sẽ qua như sương sớm Lên vai tôi, hãy đấm như mọi lần Và tôi lại sẽ mỉm cười với bạn. Bạn đừng nhát gan, bạn đừng lùi bước Nơi đâu cần sẽ có những anh hùng Còn bây giờ… bạn cùng tôi hãy hát Vì điều này, bài hát được trời sinh. Bản dịch của Nguyễn Viết Thắng | Как хорошо на свете жить Как много девушек хороших, Как много ласковых имен! Но лишь одно из них тревожит, Унося покой и сон, Когда влюблен. Любовь нечаянно нагрянет, Когда ее совсем не ждешь, И каждый вечер сразу станет Удивительно хорош, И ты поешь: - Сердце, тебе не хочется покоя! Сердце, как хорошо на свете жить! Сердце, как хорошо, что ты такое! Спасибо, сердце, что ты умеешь так любить! Простые слова Как радостно птицей лететь домой, Любовь и нежность тая, И знать, что спросят тебя: "Ты мой?". И скажут тебе: "Я твоя!" Простые слова, Смешные слова, Всегда и везде все те же,- Но вспыхнет любовь, И все они вновь, Как листья весенние, свежи! Приятно из милых и теплых рук Уйти к работе любой И знать, что дома остался друг И шепчет он вместе с тобой Простые слова, Смешные слова, Всегда и везде все те же,- Но вспыхнет любовь, И все они вновь, Как листья весенние, свежи! Пускай огорченья порой у нас, Пускай обиды придут... Уйдет, уйдет нехороший час, И милые губы найдут Простые слова, Смешные слова, Всегда и везде все те же,- Но вспыхнет любовь, И все они вновь, Как листья весенние, свежи! Пока не умрет на земле весна,- Не кончит сердце стучать, Пока за солнцем бежит луна,- Как музыка, будут звучать. Простые слова, Смешные слова, Всегда и везде все те же,- Но вспыхнет любовь, И все они вновь, Как листья весенние, свежи! Береги любовь Если милой улыбки не стало И насупилась тонкая бровь, Если друг отвернулся устало,- Это значит, что время настало И уходит любовь. Догони ее, Удержи ее, Береги ее, защищай,- Не то отвернется счастье твое И скажет тебе: "Прощай!" Если ласковый рот не смеется, Если щеки не вспыхнули вновь, Если милое сердце не бьется,- Это радость с тобой расстается И уходит любовь. Догони ее, Удержи ее, Береги ее, защищай,- Не то отвернется счастье твое И скажет тебе: "Прощай!" Подпевай, если любишь Милый друг, пусть тебя не пугает, Что сегодня я грустный такой, Ведь и солнце не вечно сияет, Ведь и тучи находят порой. Коль в жару не проносятся грозы, И трава не растет на лугу. Говорят, что тоску лечат слезы, Ну, а слезы я лить не могу. Не могу, не такая порода!.. Только раз я слезу уронил,— Это было во время похода, Я друзей боевых хоронил. А теперь ты не бойся, товарищ, Как туман отойдет моя грусть, По плечу ты, как прежде, ударишь. И опять я тебе улыбнусь! Я не трус, да и ты не отступишь Там, где будут герои нужны, А сейчас... подпевай, если любишь,— Для того нам и песни даны! |